# Фаузия Кофи
Фаузия Кофи (Fawzia Koofi, فوزیه کوفی‎‎) е афганистанска политичка и застъпничка за правата на жените. Понастоящем е член на парламента в Кабул, била е заместник-председател на парламента.

## Биография

### Ранни години
Родена е в провинция Бадахшан през 1975 или 1976 година в полигамно семейство със 7 жени, първо е отхвърлена от родителите си заради това, че е момиче. Баща ѝ се жени за по-млада жена и майка ѝ иска да роди син, за да продължи да се радва на благоволението на съпруга си. Когато се ражда, Фаузия е оставена да умре на слънце. Намерена и върната на семейството си, тя се превръща впоследствие в любимо дете. Бащата на Фаузия е депутат в продължение на 25 години, но в края на първата Афганистанска война (1979 – 1989) е убит от муджахидини.
Когато отрасва, тя успява да убеди родителите си да я изпратят на училище и така става единствената дъщеря в семейството с образование. Впоследствие завърша Университета „Престън“ в Пакистан с магистърска степен по бизнес и управление.

### Политическа кариера
Кофи започва политическата си кариера през 2001 година след падането на талибаните, като се застъпва за правото на момичетата да получат образование с кампания, озаглавена „Обратно на училище“. От 2002 до 2004 година работи в тясно сътрудничество с уязвими групи като дислоцирани хора и маргинализирани жени и деца и работи за УНИЦЕФ като защитник на правата на децата.
В парламентарните избори през 2005 година е избрана за член на долната камара на афганистанския парламент от провинция Бадахшан (в североизточната част на страната). Избрана е за заместник-председател на долната камара. Тя е първата жена на този пост в историята на Афганистан. Преизбрана е на парламентарните избори през 2010 година.
В парламента основен фокус на дейността ѝ са правата на жените, но е правила законодателни предложения и за изграждането на пътища, които да свързват отдалечени населени места с образователни и здравни институции. През 2009 година Кофи подготвя законопроект за премахването на насилието над жени, но през 2013 година законопроектът ѝ е бламиран от консервативно настроените членове на парламента, които обявяват текстовете в противоречие с исляма. Въпреки това този законопроект намира прием във всичките 34 провинции на Афганистиан и на него се основават решения на съда в различни съдебни дела.
Кофи оцелява в няколко покушения срещу живота ѝ, включително близо до град Тора Бора на 8 март 2010 г.
За президентските избори през 2014 година Фаузия Кофи планира да влезе в надпреварата с платформа, застъпваща се за равни права на жените, всеобщото образование и противопоставяне на политическата корупция, но през юли 2014 година казва, че комисията по изборите е изтеглила датата за регистрация към октомври 2013 година, поради което тя не е отговаряла на критерия за навършена възраст от 40 години към момента на подаване на документите.
През 2014 година Кофи е преизбрана за член на парламента, но вече не е заместник-председател. Заема поста председател на Комисията по проблемите на жените, гражданското общество и човешките права в Афганистан.

### Защита на правата на жените
Приоритет в политиката на Фаузия Кофи е защитата на правата на жените в Афганистан. Сред ключовите инициативи, които тя повежда по време на работата си в парламента, са: подобрение на условията на живот на жените в затворите, учредяване на комисия, която да се бори с насилието (особено сексуалното насилие) над деца, както и поправка в шиитския закон за личния статут.
Кофи също така се застъпва за образованието на жените и децата, като защитава достъпа до добри училища и създаването на възможности за неформално образование за гласопододавателките ѝ от провинция Бадахшан. Докато е заместник-говорител през 2005 година, Кофи събира частни дарения за изграждането на девически гимназии в отдалечените региони. През 2009, тя е избрана за Младежки световен лидер от Световния икономически форум.

## Личен живот
Фаузия Кофи е била омъжена за мъж на име Хамид, инженер и учител по химия. Сватбата им е била уредена, Фаузия не се противопоставя на избора на семейството си. 10 дни след сватбата им талибански войници арестуват съпруга ѝ и го вкарват в затвор. В затвора той заболява от туберкулоза и скоро след освобождението си през 2003 година умира. Кофи живее в кабул с двете си дъщери.